# Rànquing FIBA
El Rànquing Mundial FIBA és una taula que classifica a totes les seleccions nacionals de bàsquet del món segons les seues actuacions en campionats i partits oficials.

## Mètode
Per a les puntuacions es té en compte
- Participacions en Tornejos Internacionals: S'atorguen 5 punts per als equips participants en Campionats Mundials i Jocs Olímpics, 1 punt per als participants en l'Eurobasket, 0,8 punts per als participants en el Campionat FIBA Amèriques, 0,3 punts per als participants en el Campionat FIBA Àsia, 0,2 punts per als participants en l'AfroBasket i 0,1 punts per als participants en el Campionat FIBA Oceania.
- Resultats de les competicions internacionals: S'atorguen punts depenent de l'acompliment dels països en els diferents tornejos internacionals. Així, s'atorguen 50 punts al guanyador de la medalla d'or, 40 al guanyador de la medalla de plata, 30 al guanyador de la medalla de bronze, 15 al quart lloc, 14 al cinquè, 13 al sisè, i així fins a arribar al lloc 18 a qui se li atorgarà un punt. Els punts són multiplicats pel coeficient del torneig.
- El rànquing es calcula en el marc d'un cicle de 2 Jocs Olímpics (incloent competicions de classificació a nivell de Zona FIBA). Es prenen en compte 2 campionats mundials, 2 tornejos olímpics, 4 tornejos de FIBA Amèriques, 4 AfroBasket, 4 tornejos de FIBA Àsia, 4 Eurobasket i 4 tornejos de FIBA Oceania. Sempre que es juga un nou campionat el campionat més antic d'aqueixa categoria es retira. El Rànquing de la FIBA se torna a calcular.
- En ser calculat en un període de 8 anys el màxim de punts obtinguts per un país americà són 1160 punts, mentre que per a un país europeu serien 1200 punts.

## Classificació
| Classificació Mundial al 3 d'abril de 2021. 20 primers classificats. \| Posició \| +/- \| Equip \| Punts \| \| ------- \| --- \| -------------------- \| ------- \| \| 1 \| = \| Estats Units \| 765.2 \| \| 2 \| = \| Espanya \| 722.4 \| \| 3 \| = \| Austràlia \| 690.5 \| \| 4 \| 12 \| Eslovènia \| 675.9 \| \| 5 \| 2 \| França \| 670.5 \| \| 6 \| 1 \| Sèrbia \| 665.9 \| \| 7 \| 3 \| Argentina \| 655.3 \| \| 8 \| 2 \| Itàlia \| 649.3 \| \| 9 \| 1 \| Lituània \| 647.4 \| \| 10 \| 4 \| Grècia \| 633.3 \| \| 11 \| 6 \| Alemanya \| 597.6 \| \| 12 \| = \| República Txeca \| 579.5 \| \| 13 \| = \| Polònia \| 563.2 \| \| 14 \| 5 \| Rússia \| 534.3 \| \| 15 \| 4 \| Brasil \| 532.5 \| \| 16 \| 1 \| Turquia \| 487.7 \| \| 17 \| 3 \| Veneçuela \| 479.6 \| \| 18 \| 3 \| Canadà \| 478.5 \| \| 19 \| 1 \| Puerto Rico \| 460.4 \| \| 20 \| 1 \| República Dominicana \| 1,000.0 \| 1. 2. |     |                      |         |
| Posició | +/- | Equip                | Punts   |
| 1 | =   | Estats Units         | 765.2   |
| 2 | =   | Espanya              | 722.4   |
| 3 | =   | Austràlia            | 690.5   |
| 4 | 12  | Eslovènia            | 675.9   |
| 5 | 2   | França               | 670.5   |
| 6 | 1   | Sèrbia               | 665.9   |
| 7 | 3   | Argentina            | 655.3   |
| 8 | 2   | Itàlia               | 649.3   |
| 9 | 1   | Lituània             | 647.4   |
| 10 | 4   | Grècia               | 633.3   |
| 11 | 6   | Alemanya             | 597.6   |
| 12 | =   | República Txeca      | 579.5   |
| 13 | =   | Polònia              | 563.2   |
| 14 | 5   | Rússia               | 534.3   |
| 15 | 4   | Brasil               | 532.5   |
| 16 | 1   | Turquia              | 487.7   |
| 17 | 3   | Veneçuela            | 479.6   |
| 18 | 3   | Canadà               | 478.5   |
| 19 | 1   | Puerto Rico          | 460.4   |
| 20 | 1   | República Dominicana | 1,000.0 |